# 4-methoxybenzaldehyde
4-methoxybenzaldehyde, ook wel para-anijsaldehyde of aubepine genoemd, is een organische verbinding die bestaat uit een benzeenring waarop een aldehydegroep en een methoxygroep zijn gesubstitueerd. Het is een heldere, olieachtige vloeistof met een sterk aroma. De geur is zoet en wordt omschreven als bloemachtig, anijs en meidoorn. De stof komt onder meer in de etherische olie van anijs voor, vandaar de naam anijsaldehyde.
Er zijn twee andere isomeren van anijsaldehyde: 3- of meta-anijsaldehyde en 2- of ortho-anijsaldehyde. Maar de para-vorm is de meest gebruikte en die wordt vaak kortweg met anijsaldehyde aangeduid.

## Synthese
Deze stof wordt ook synthetisch geproduceerd; onder meer door de oxidatie van 4-methoxytolueen met mangaan(IV)oxide of een mangaanzout, en zwavelzuur of de methylering van de hydroxylgroep van 4-hydroxybenzaldehyde.

## Toepassingen
4-methoxybenzaldehyde is een veelgebruikte aromastof in parfumsamenstellingen en in smaakstoffen. In parfums is het een hoofdbestanddeel van veel bloemachtige geuren. In smaakstoffen gebruikt men het om de zoete smaak van anijs, abrikoos, aardbei, enzovoorts, te imiteren in levensmiddelen.
4-methoxybenzaldehyde is een additief bij elektroplating met zink om glans te geven aan de afgezette zinklaag. Er worden ook andere verbindingen mee gemaakt voor farmaceutische of parfumeriestoffen.